# Championnat du Congo de football 2014
Navigation
Saison précédente Saison suivante
La saison 2014 du Championnat du Congo de football est la 49e édition de la première division congolaise, la MTN Ligue 1. Les 16 équipes sont regroupées au sein d'une poule unique, où chaque équipe affronte tous les adversaires de sa poule deux fois, à domicile et à l'extérieur. En fin de saison, les deux meilleures formations de deuxième division sont promues pour élargir le championnat à 18 clubs la saison prochaine.
Pour des raisons financières, le championnat est abandonné au début du mois d’octobre. Cependant, les qualifications continentales ont cours, en prenant en compte le classement au moment de l’arrêt de la compétition.

## Qualifications continentales
Les deux premiers du classement final se qualifient pour la Ligue des champions de la CAF 2015 tandis que le troisième et le vainqueur de la Coupe du Congo obtiennent leur billet pour la Coupe de la confédération 2015. Si l'équipe victorieuse en Coupe est parmi les trois premiers, c'est le finaliste qui décroche la qualification.

## Les clubs participants
| - AC Léopards - Diables noirs de Brazzaville - Inter Club - AS Ponténégrine - Vita Club Mokanda - Promu de D2 - Étoile du Congo - CARA Brazzaville - FC Kondzo | - FC Bilombé - JS Talangaï - Tongo FC Jambom - AS Cheminots - Patronage Sainte-Anne - Saint-Michel de Ouenzé - CS La Mancha - Nico-Nicoyé |

## Compétition

### Classement
Le barème utilisé pour établir le classement est le suivant :
- Victoire : 3 points
- Match nul : 1 point
- Défaite, forfait ou abandon : 0 point

| Rang | Équipe                 | Pts | J  | G  | N | P  | Bp | Bc | Diff |
| ---- | ---------------------- | --- | -- | -- | - | -- | -- | -- | ---- |
| 1    | AC LéopardsT           | 44  | 16 | 14 | 2 | 0  | 32 | 2  | +30  |
| 2    | Diables NoirsC -1      | 40  | 19 | 12 | 5 | 2  | 28 | 11 | +17  |
| 3    | Inter Club             | 38  | 21 | 11 | 5 | 5  | 19 | 16 | +3   |
| 4    | AS Ponténégrine        | 31  | 20 | 8  | 7 | 5  | 17 | 16 | +1   |
| 5    | Étoile du Congo        | 29  | 18 | 8  | 5 | 5  | 24 | 19 | +5   |
| 6    | CARA Brazzaville       | 28  | 17 | 8  | 4 | 5  | 21 | 12 | +9   |
| 7    | FC Kondzo              | 27  | 18 | 8  | 3 | 7  | 21 | 18 | +3   |
| 8    | FC Bilombé             | 27  | 20 | 7  | 6 | 7  | 17 | 18 | -1   |
| 9    | Vita Club MokandaP     | 25  | 19 | 6  | 7 | 6  | 23 | 20 | +3   |
| 10   | JS Talangaï            | 24  | 20 | 6  | 6 | 8  | 15 | 22 | -7   |
| 11   | Tongo FC Jambon        | 21  | 20 | 5  | 6 | 9  | 12 | 18 | -6   |
| 12   | AS Cheminots           | 20  | 19 | 5  | 5 | 9  | 19 | 28 | -9   |
| 13   | Patronage Sainte-Anne  | 19  | 18 | 5  | 4 | 9  | 14 | 20 | -6   |
| 14   | Saint-Michel de Ouenzé | 18  | 18 | 4  | 6 | 8  | 15 | 18 | -3   |
| 15   | CS La Mancha           | 17  | 20 | 4  | 5 | 11 | 16 | 27 | -11  |
| 16   | Nico-Nicoyé            | 7   | 21 | 1  | 4 | 16 | 7  | 35 | -28  |

|  | Qualifié pour la Ligue des champions de la CAF 2015                                   |
|  | Qualifié pour la Coupe de la confédération 2015                                       |
|  | T : Tenant du titre C : Vainqueur de la Coupe du Congo P : Promu de deuxième division |

- Le club des Diables noirs de Brazzaville reçoit une pénalité d’un point pour les troubles causés par ses supporters lors de la 7e journée.

## Bilan de la saison
| Championnat du Congo de football 2014 |                              |
| Champion                              | championnat abandonné        |
| Coupes et trophées                    |                              |
| Vainqueur de la Coupe du Congo 2014   | Diables noirs de Brazzaville |
| Qualifications continentales          |                              |
| Ligue des champions de la CAF 2015    | AC Léopards                  |
| Ligue des champions de la CAF 2015    | Diables noirs de Brazzaville |
| Coupe de la confédération 2015        | Inter Club                   |
| Coupe de la confédération 2015        | CARA Brazzaville             |
| Promotions et relégations             |                              |
| Promus en MTN Ligue 1                 | Munisport Pointe-Noire       |
| Promus en MTN Ligue 1                 | JS Poto-Poto                 |
| Relégués en MTN Ligue 2               | Aucun                        |